# Formula One 2001
Formula One 2001 est un jeu vidéo de course de Formule 1 développé par Studio 33 et édité par Sony Computer Entertainment, sorti en 2001 sur PlayStation et PlayStation 2.

## Accueil
- Jeuxvideo.com : 16/20 (PS2)[1] - 15/20 (PS1)[2]